# Lassana N'Diaye
Lassana N'Diaye (Bamako, 3 ottobre 2000) è un calciatore maliano, attaccante dell'Al-Mesaimeer.

## Carriera

### Club
Cresciuto nel settore giovanile del Guidars, il 5 ottobre 2018 viene acquistato dal CSKA Mosca. L'11 agosto 2020 viene ceduto in prestito all'AFC Eskilstuna, militante in Superettan. Nel febbraio 2021 viene prestato al Veles Mosca, club della seconda divisione russa. Il 7 settembre seguente passa in prestito al Tekstilščik Ivanovo, altro club della seconda divisione russa, per l'intera durata della stagione. Tuttavia, nel febbraio 2022 il prestito viene interrotto e poco dopo viene ceduto con la stessa formula all'Arda Kărdžali, squadra della massima divisione bulgara. Al termine della stagione, il prestito viene rinnovato per un altro anno.

### Nazionale
Ha giocato nelle nazionali giovanili maliane Under-17 ed Under-20; con quest'ultima selezione nel 2019 ha anche partecipato ai Mondiali di categoria e vinto la Coppa d'Africa di categoria, risultato che in precedenza aveva conquistato anche con l'Under-17.

## Statistiche

### Presenze e reti nei club
Statistiche aggiornate al 13 aprile 2023.
| Stagione             | Squadra              | Campionato           | Campionato | Campionato | Coppe nazionali | Coppe nazionali | Coppe nazionali | Coppe continentali | Coppe continentali | Coppe continentali | Altre coppe | Altre coppe | Altre coppe | Totale | Totale |
| Stagione             | Squadra              | Comp                 | Pres       | Reti       | Comp            | Pres            | Reti            | Comp               | Pres               | Reti               | Comp        | Pres        | Reti        | Pres   | Reti   |
| -------------------- | -------------------- | -------------------- | ---------- | ---------- | --------------- | --------------- | --------------- | ------------------ | ------------------ | ------------------ | ----------- | ----------- | ----------- | ------ | ------ |
| ago.-dic. 2020       | AFC Eskilstuna       | S1                   | 6          | 0          | CS              | 1               | 0               |                    | -                  | -                  |             | -           | -           | 7      | 0      |
| feb.-giu. 2021       | Veles Mosca          | 1D                   | 12         | 2          | CR              | -               | -               |                    | -                  | -                  |             | -           | -           | 12     | 2      |
| set. 2021-feb. 2022  | Tekstilščik Ivanovo  | 1D                   | 13         | 2          | CR              | -               | -               |                    | -                  | -                  |             | -           | -           | 13     | 2      |
| feb.-giu. 2022       | Arda Kărdžali        | 1L                   | 0          | 0          | CB              | -               | -               | UECL               | -                  | -                  |             | -           | -           | 0      | 0      |
| 2022-2023            | Arda Kărdžali        | 1L                   | 25         | 5          | CB              | 3               | 1               |                    | -                  | -                  |             | -           | -           | 28     | 6      |
| Totale Arda Kărdžali | Totale Arda Kărdžali | Totale Arda Kărdžali | 25         | 5          |                 | 3               | 1               |                    | -                  | -                  |             | -           | -           | 28     | 6      |
| Totale carriera      | Totale carriera      | Totale carriera      | 56         | 9          |                 | 4               | 1               |                    | -                  | -                  |             | -           | -           | 60     | 10     |